# Dragontown
Dragontown je dvaadvacáté studiové album amerického rockového zpěváka Alice Coopera. Album vyšlo 18. září 2001 u vydavatelství Spitfire Records a jeho producenty byli Alice Cooper a Bob Marlette. Album se umístilo na 197. místě v žebříčku Billboard 200.

## Seznam skladeb
Autory všech skladeb jsou Alice Cooper a Bob Marlette.
| Pořadí         | Název                   | Délka |
| -------------- | ----------------------- | ----- |
| 1.             | Triggerman              | 4:00  |
| 2.             | Deeper                  | 4:36  |
| 3.             | Dragontown              | 5:06  |
| 4.             | Sex, Death and Money    | 3:39  |
| 5.             | Fantasy Man             | 4:05  |
| 6.             | Somewhere in the Jungle | 5:22  |
| 7.             | Disgraceland            | 3:34  |
| 8.             | Sister Sara             | 4:35  |
| 9.             | Every Woman Has a Name  | 3:45  |
| 10.            | I Just Wanna Be God     | 3:53  |
| 11.            | It's Much Too Late      | 4:40  |
| 12.            | The Sentinel            | 3:53  |
| Celková délka: | Celková délka:          | 50:48 |

## Obsazení
- Alice Cooper – zpěv
- Ryan Roxie – kytara
- Tim Pierce – kytara
- Greg Smith – baskytara
- Kenny Aronoff – bicí
- Bob Marlette – kytara, baskytara, klávesy